# 고시엔 한신 파크

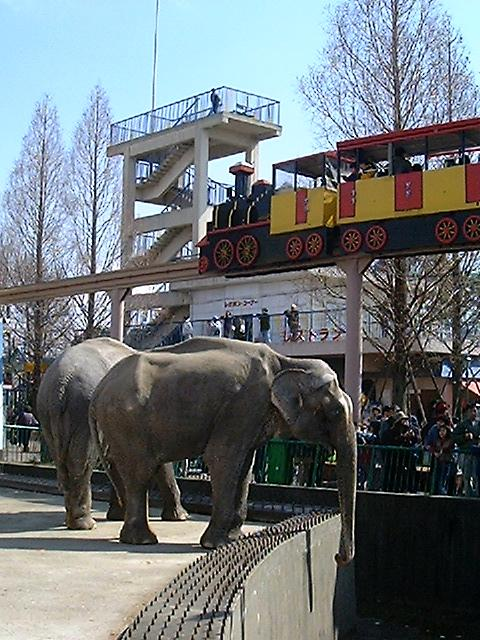
고시엔 한신 파크(2003년 3월 29일)

고시엔 한신 파크(일본어: 甲子園阪神パーク)는 한때 효고현 니시노미야시 고시엔 지역에 있던 유원지이다. 한신 전기 철도가 소유 · 운영하고 있었다.
도로를 사이에두고 반대편에 한신 고시엔 구장도 있어, 한신에게 고시엔은 일대 레저 영역이었다. 1997년 이름을 한신 파크 고시엔 주택유원(일본어: 阪神パーク甲子園住宅遊園)이라고 바꿨으나 유니버설 스튜디오 재팬 개업 이후 관광객 감소에 따라 2003년 3월 30일 폐쇄하여 사라지고 해당 부지는 현재 2004년에 오픈한 지금의 상업 시설인 라라포트 고시엔이 되었다.